# William Coventry
William Michael Coventry (26 de enero de 1967) es un deportista neozelandés que compitió en remo. Ganó una medalla de bronce en el Campeonato Mundial de Remo de 1989, en la prueba de cuatro sin timonel.

## Palmarés internacional
| Campeonato Mundial | Campeonato Mundial | Campeonato Mundial | Campeonato Mundial |
| Año                | Lugar              | Medalla            | Prueba             |
| ------------------ | ------------------ | ------------------ | ------------------ |
| 1989               | Bled (Yugoslavia)  | Medalla de bronce  | Cuatro sin timonel |